# Schipperke
El schipperke es una raza canina originaria de Flandes que fue usada como guardia en las barcazas.

## Historia
Los schipperke ("pequeño barquero") son descendientes del Leauvenaar, que también dio origen al pastor belga. Son perros pequeños, rechonchos y rabones con un pelaje denso y cabeza zorruna, miden de 31 a 33 cm y pesan hasta 8 kg. Tienen una expresión alegre e inquisitiva, siendo generalmente resistentes y enérgicos, hábiles cazadores y buenos perros guardianes.
Sus orígenes son antiguos. En documentos de finales del siglo XVII se habla de un perro que podría ser perfectamente un schipperke, el cual vivía principalmente con los zapateros del barrio Saint Géey de Bruselas. Dichos zapateros organizaban unas exposiciones caninas muy singulares en las que, más que al perro en sí mismo, valoraban los collares que llevaban puestos y que obviamente eran obra del artesano que presentaba al perro. Según la leyenda, uno de esos zapateros, al ser derrotado en un concurso de collares, preso de su ira, le cortó la cola al perro vencedor, dejándolo de este modo rabón. Sin embargo, el resultado no fue el esperado por el mal perdedor, ya que lejos de las burlas de los presentes, el perro en cuestión consiguió aún más éxito. Desde ese momento, se les empezó a amputar las colas a todos los schipperke.

## Carácter y aptitudes
Es un perro alegre, activo y siempre atento, al que le gusta muchísimo el agua. Es un buen animal de compañía, cazador de topos o ratones, y guardián. Su nombre en flamenco, como se ha citado anteriormente, significa "pequeño barquero", ya que acompañaba a los barqueros que transitaban por el canal de Flandes. A bordo de las embarcaciones, su cometido era limpiar la embarcación de roedores y hacer la guardia, ladrando furiosamente a cualquier extraño que se acercara a la embarcación.
Podría ser el mejor compañero de las personas que practican la equitación, ya que entre los caballos y los schipperke puede surgir una relación inmediata de simpatía, sin olvidar que las cuadras estarían limpias de roedores. Resulta ser un gran acompañante en excursiones y paseos de parque, pese a su talla, ya que tiene mucha energía.